# Cryptus coxalis
Cryptus coxalis là một loài tò vò trong họ Ichneumonidae.